# Hr.Ms. Limburg (1956)
Hr.Ms. Limburg was een Nederlandse onderzeebootjager van de Frieslandklasse.

## Historie
Hr.Ms. Limburg was een van de acht Frieslandklasse onderzeebootjagers. Het schip werd gebouwd in Vlissingen bij Koninklijke Maatschappij de Schelde. De kiellegging vond plaats op 28 november 1953 waarna het schip op 5 september 1955 te water werd gelaten. De in dienst stelling volgde op 31 oktober 1956.
In 1962 tijdens het conflict met Indonesië over Nieuw-Guinea kwam de Limburg in actie tegen vijandelijke Indonesische vliegtuigen.
Op 1 februari 1980 werd het schip uit dienst gesteld en verkocht aan de Peruviaanse marine.
Daar werd het schip op 27 juni 1980 in dienst genomen als Capitan Quiñones. In 1991 werd het schip daar ook uit dienst genomen.